# Estación de Herrera Oria
Herrera Oria es una estación de la línea 9 del Metro de Madrid en España situada bajo la calle Ginzo de Limia, en el tramo comprendido entre la Avenida del Cardenal Herrera Oria y la Avenida de la Ilustración, entre los barrios de El Pilar y La Paz, ambos pertenecientes al distrito Fuencarral-El Pardo.

## Historia
La estación se inauguró el 3 de junio de 1983 con el primer tramo norte de la línea, denominada entonces 9B o 9N, pasando a ser estación de la línea 9 el 24 de febrero de 1986. Desde su apertura hasta el 28 de marzo de 2011 fue terminal norte de la línea, llevando el túnel norte hacia las cocheras de El Sacedal. El 28 de marzo de 2011 la cabecera de línea pasó a ser la estación de Mirasierra, situada 1,5 km al norte. Este puesto cambió el 25 de marzo de 2015, cuando se inauguró la estación de Paco de Lucía.
Con su inauguración, la red de Metro de Madrid alcanzó los 100 kilómetros de longitud. Con tal motivo, el rey Juan Carlos I la presidió.

## Accesos
Vestíbulo Fermín Caballero
- Ginzo de Limia C/ Ginzo de Limia, 47 (semiesquina C/ Fermín Caballero)

Vestíbulo Herrera Oria
- Cardenal Herrera Oria C/ Ginzo de Limia, s/n (semiesquina Avda. Cardenal Herrera Oria). Para CEADAC.

## Líneas y conexiones

### Metro
| << cabecera   | < estación | línea | estación >       | cabecera >>                                         |
| ------------- | ---------- | ----- | ---------------- | --------------------------------------------------- |
| Paco de Lucía | Mirasierra |       | Barrio del Pilar | Arganda del Rey Cambio de tren en Puerta de Arganda |

### Autobuses
| Diurnos   |                            |                                                                |
| Línea     | Destino                    | Parada                                                         |
| 49        | Pitis                      | 1548 METRO HERRERA ORIA (C/ Ginzo de Limia frente al N.º 51)   |
| 134       | Montecarmelo               | 1548 METRO HERRERA ORIA (C/ Ginzo de Limia frente al N.º 51)   |
| 49        | Plaza de Castilla          | 1549 METRO HERRERA ORIA (C/ Ginzo de Limia, 51)                |
| 134       | Plaza de Castilla          | 1549 METRO HERRERA ORIA (C/ Ginzo de Limia, 51)                |
| 67        | Plaza de Castilla          | 1614 METRO HERRERA ORIA (C/ Fermín Caballero frente al N.º 54) |
| 127       | Ciudad de los Periodistas  | 1614 METRO HERRERA ORIA (C/ Fermín Caballero frente al N.º 54) |
| 133       | Mirasierra                 | 1614 METRO HERRERA ORIA (C/ Fermín Caballero frente al N.º 54) |
| 127       | Glorieta de Cuatro Caminos | 1665 CIUDAD PERIODISTAS (Cabecera)                             |
| 124       | Glorieta de Cuatro Caminos | 3230 HERRERA ORIA-GINZO DE LIMIA                               |
| 67        | Barrio de Peñagrande       | 4741 METRO HERRERA ORIA (C/ Fermín Caballero, 52)              |
| 124       | Lacoma                     | 4741 METRO HERRERA ORIA (C/ Fermín Caballero, 52)              |
| 133       | Plaza del Callao           | 4741 METRO HERRERA ORIA (C/ Fermín Caballero, 52)              |
| Nocturnos |                            |                                                                |
| Línea     | Destino                    | Parada                                                         |
| N23       | Plaza de Cibeles           | 1547 GINZO DE LIMIA-SANGENJO                                   |
| N23       | Montecarmelo               | 1636 VALENCIA DE DON JUAN-GINZO DE LIMIA                       |

| Diurnos |                                |                                                   |                           |
| Línea   | Destino                        | Parada                                            | Operador                  |
| 815     | Pozuelo de Alarcón             | 1548 GINZO DE LIMIA-VALENCIA DE DON JUAN (n.º 66) | Avanza Movilidad Integral |
| 815     | Madrid (Estación de Chamartín) | 1549 GINZO DE LIMIA-CDAD. PERIODISTAS (n.º 51)    | Avanza Movilidad Integral |